# Glengarry (Nouvelle-Zélande)

Glengarry est une banlieue de la cité d’Invercargill dans le sud de l’Île du Sud de la Nouvelle-Zélande.

## Municipalités limitrophes
Dans une page d’opinion du périodique Southland Times (en) publiée en 2019, une femme, qui fut élevée à Glengarry, a déclaré que la communauté « reflétait les Nations Unies » avec sa diversité, et que les gens avaient tort d’associer la vie à Glengarry avec les modes de vie pauvres reflété dans le film L'Âme des guerriers (Once Were Warriors).
La ville accueille une série d’évènements, comprenant le Invercargill Fire and Light Show et le Summer Sounds Concert ,.
En 1976, Stephen Thomas  a créé une station-service sur un terrain nu dans la région de Glengarry.
Il vendit son affaire en 2018.
En 2014, l‘église baptiste Eastside de Glengarry enregistrait une demande croissante pour ses repas gratuits du mercredi traduisant la pauvreté ambiante .
En 2016, le conseil de la ville d’Invercargill (en) retira un arbre de Noël public à cause de vandalisme une semaine après son installation.
L’arbre avait été vandalisé trois fois, le câblage des guirlandes lumineuses avait été coupé en plusieurs endroits, de nombreuses boules avaient été détruites et les dommages étaient trop coûteux pour continuer à les réparer.
En 2019, le maire adjoint d’Invercargill, Rebecca Amundsen, dit qu’elle était entrée en politique parce qu’elle pensait que le conseil d’Invercargill (en) n’avait pas suffisamment œuvré pour le rajeunissement de Glengarry .

## Démographie
Glengarry couvre 2,05 km2 et a une population estimée à 2670 résidents en juin 2021 avec une densité de population de 1 302 personnes par km2.
La localité de Glengarry avait une population de 2637 habitants lors du recensement de la population en Nouvelle-Zélande de 2018, en augmentation de 285 personnes (12,1 %) depuis le recensement de 2013, et une augmentation de 330 personnes (14,3 %) depuis le recensement de 2006.
Il y a 1065 logements et on compte 1257 hommes et 1380 femmes donnant un sexe-ratio de  0,91 homme pour une femme.
L’âge médian est de 36,4 ans (comparé avec les 37,4 ans au niveau  national), avec 585 personnes (22,2 %) âgées de moins de 15 ans, 501 personnes (19,0 %) âgées de 15 à 29 ans, 981 personnes (37,2 %) âgées de 30 à 64 ans, et 570 personnes (21,6 %) âgées  de 65 ans ou plus.
L’ethnicité est pour 82,9 % européens/Pākehā, 21,0 % Maori, 4,3 % personnes du Pacifique, 4,4 % d’origine asiatique, et 2,2 % d’une autre ethnicité (le total peut faire plus de 100 % dans la mesure où une personne peut s’identifier comme provenant de multiples ethnies).
La proportion de personnes nées outre-mer est de 10,9 %, comparée avec les 27,1 % au niveau national.
Bien que certaines personnes objectent à donner leur religion, 51,9 % n’ont aucune religion, 34,9 % sont chrétiens, 0,2 % sont hindouistes, 0,7 % sont musulmans, 0,1 % sont  bouddhistes et 2,5 % ont une autre religion.
Parmi ceux d’au moins 15 ans d’âge, 201 personnes (9,8 %) ont un niveau de licence ou un degré supérieur, et 621 personnes (30,3 %) n’ont aucune qualification formelle.
Les revenus médians sont de 24 600 $, comparés avec les 31 800 $ au niveau national et 
147 personnes (7,2 %)  gagnent plus de 70 000 $ comparées aux 17,2 % au niveau national.
Le statut d’emploi pour ceux d’au moins 15 ans d’âge est pour 888 personnes (43,3 %) employées à plein temps, pour 291 personnes (14,2 %) employées à temps partiel et 93 personnes (4,5 %) sont sans emploi .